# Moussa Helal
Moussa Helal, né le 30 janvier 1949 au Caire, est un joueur professionnel de squash représentant l'Égypte. Il atteint en avril 1980 la 21e place mondiale sur le circuit international, son meilleur classement. 
Sa fille Amina Helal est également joueuse de squash professionnelle.

## Biographie
Il participe à plusieurs championnats du monde dans les années 1980 sans jamais parvenir à passer le premier tour.